# ایوایلو مارینوف
ایوایلو مارینوف (بلغاری: Ивайло Маринов؛ زادهٔ ۱۲ ژوئیهٔ ۱۹۶۰) بوکسور اهل بلغارستان بود.